# محمد مصطفی (بازیکن فوتبال، زاده ۱۹۹۶)
محمد مصطفی (انگلیسی: Mohamed Mustafa؛ زادهٔ ۱۹ فوریهٔ ۱۹۹۶) بازیکن فوتبال اهل سودان است.
وی همچنین در تیم‌های ملی فوتبال زیر ۲۳ سال سودان و سودان بازی کرده‌است.